# Olle Boström
Olle Boström (* 19. listopadu 1990 Sollentuna) je švédský juniorský reprezentant a mistr světa v orientačním běhu. Mezi jeho největší úspěchy patří dvě zlaté medaile ze štafet na juniorském mistrovství světa 2008 ve švédském Göteborgu a na juniorském mistrovství světa 2009 v italském San Martinu. V současnosti běhá za švédský klub Enebybergs IF.

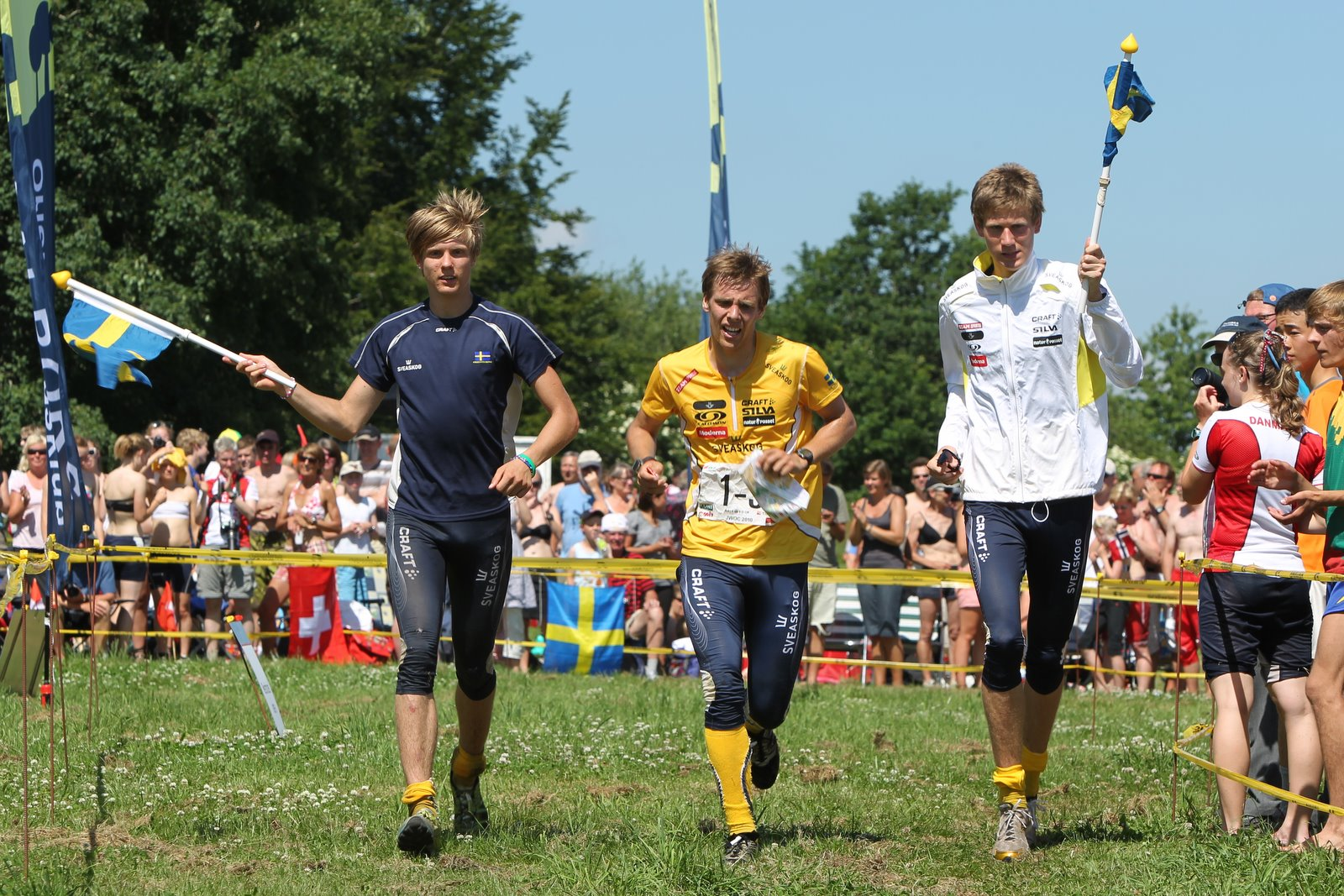
Stříbrní medailisté z JWOC 2010 – Olle Boström, Gustav Bergman, Johan Runesson

## Sportovní kariéra
| Přehled úspěchů na Mistrovství světa | Přehled úspěchů na Mistrovství světa | Přehled úspěchů na Mistrovství světa | Přehled úspěchů na Mistrovství světa | Přehled úspěchů na Mistrovství světa |
| Mistrovství světa                    | Sprint                               | Middle                               | Long                                 | Štafety                              |
| ------------------------------------ | ------------------------------------ | ------------------------------------ | ------------------------------------ | ------------------------------------ |
| Savojsko 2011                        | X                                    | Kval.                                | 6. místo                             | 3. místo                             |

| Přehled úspěchů na Mistrovství světa juniorů | Přehled úspěchů na Mistrovství světa juniorů | Přehled úspěchů na Mistrovství světa juniorů | Přehled úspěchů na Mistrovství světa juniorů | Přehled úspěchů na Mistrovství světa juniorů |
| Mistrovství světa juniorů                    | Sprint                                       | Middle                                       | Long                                         | Štafety                                      |
| -------------------------------------------- | -------------------------------------------- | -------------------------------------------- | -------------------------------------------- | -------------------------------------------- |
| Göteborg 2008                                | 21. místo                                    | 5. místo                                     | 5. místo                                     | 1. místo                                     |
| San Martino 2009                             | 8. místo                                     | 15. místo                                    | 10. místo                                    | 1. místo                                     |
| Aalborg 2010                                 | 7. místo                                     | 3. místo                                     | 6. místo                                     | 2. místo                                     |